# Палаузово (Украйна)
Палаузово (на украински: Полоузівка) е село в южна Украйна, част от Бердянски район на Запорожка област. Населението му е около 316 души (2001).
Разположено е на 39 m надморска височина в Черноморската низина, на 18 km северно от бреговете на Азовско море и на 24 km северозападно от град Бердянск. Селото е основано през 1862 година от български преселници от преминалата на румънска територия част от Южна Бесарабия.